# Gerino Gerini
Gerino Gerini (Roma, 10 de agosto de 1928-Cremona; 17 de abril de 2013) fue un piloto de automovilismo italiano. Participó en 6 Grandes Premios de Fórmula 1.
Debutó en la primera carrera de la 1956 del campeonato mundial de Fórmula 1, el GP de Argentina de 1956. Compartió su Maserati 250F oficial con el brasileño Chico Landi (46 vueltas cada uno) y finalizaron en cuarta posición.
Gerino Gerini participó en siete carreras puntuables por el Campeonato de la F1, repartidas en dos temporadas diferentes (1956 y 1958).
Fuera de la F1 participó en numerosas pruebas pero sin conseguir resultados destacables. Se retiró en 1960.

## Resultados

### Fórmula 1
(Clave) (negrita indica pole position) (cursiva indica vuelta rápida)

| Año     | Escudería                 | 1      | 2       | 3   | 4   | 5   | 6     | 7       | 8      | 9   | 10      | 11     | Pos. | Puntos |
| ------- | ------------------------- | ------ | ------- | --- | --- | --- | ----- | ------- | ------ | --- | ------- | ------ | ---- | ------ |
| 1956    | Officine Alfieri Maserati | ARG 4‡ |         |     |     |     |       |         |        |     |         |        | 25.º | 1.5    |
| 1956    | Scuderia Guastalla        |        | MON     | 500 | BEL | FRA | GBR   | GER     | ITA 10 |     |         |        | 25.º | 1.5    |
| 1957    | Gerino Gerini             | ARG    | MON DNP | 500 | FRA | GBR | GER   | PES     | ITA    |     |         |        |      |        |
| 1958    | Scuderia Centro Sud       | ARG    | MON DNQ | NED | 500 | BEL | FRA 9 | GBR Ret | GER    | POR | ITA Ret | MAR 12 | NC   | 0      |
| Fuente: |                           |        |         |     |     |     |       |         |        |     |         |        |      |        |